# Ирландская флейта
Ирландская флейта (англ. Irish flute) — поперечная флейта, использующаяся для исполнения ирландской (а также шотландской, бретонской и др.) народной музыки.
Представляет собой поперечную флейту т. н. простой системы — основные 6 отверстий её не закрыты клапанами, при игре их закрывают непосредственно пальцы исполнителя. Канал у ирландских флейт, как правило, конический.
Ирландская флейта встречается в вариантах с клапанами (от 1-го до 10), и без.
Изготавливается, как правило, из дерева, в наше время также из эбонита или специальных пластиков, близких по плотности к чёрному дереву. Имеют диапазон 2—2.5 октавы, наиболее распространённая и общепринятая тональность — D (ре). Тембр ирландской флейты — более тёмный, более бархатистый, закрытый и насыщенный по сравнению с современными металлическими классическими флейтами Бёма.

## История
Вероятно, поперечная флейта использовалась в Ирландии и в раннее время (до XIX века), но, в любом случае, она не была популярным инструментом.
Современные ирландские флейты фактически представляют собой поперечные флейты, вышедшие из употребления с переходом классических музыкантов в XIX веке на флейты системы Бёма. Со второй половины XIX и в начале XX вв. происходил переход классических флейтистов на флейты системы Бёма. Старые флейты простой системы сдавались в комиссионные магазины и т. д., где их покупали ирландцы, которых вполне устраивала простая система. При этом клапана зачастую снимались за ненадобностью.

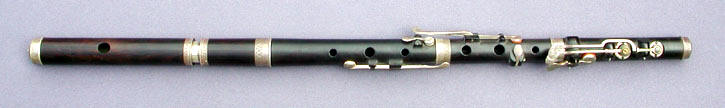
Флейта Метцлера, 1-я половина XIX века, на флейтах подобного типа играл Чарльз Николсон

В XIX веке в разных регионах Европы в контексте классической музыки сложились разные школы игры на флейте. Английская школа отличалась своеобразным подходом к звуку и тембру — характерным звуком для английской школы был более громкий, мощный наполненный звук и более сильная атака, в отличие от французской школы, где добивались мягкого и нежного, «сладкого» звучания. Наиболее видным представителем английской школы был Чарльз Николсон (1795—1837), который славился своим необычайно громким, мощным звуком и точным интонированием. Чтобы флейта звучала, отвечала его требованиям к звуку, он переделывал стандартные мастеровые флейты, увеличивая амбушюр и диаметр игровых отверстий. Запатентовав такие флейты, он впоследствии продавал их по всей Великобритании.
Считается, что ирландская флейтовая традиция унаследовала особенности английской флейтовой школы и особенности флейт Николсона.
Действительно, одной из особенностей современных ирландских флейт являются большие игровые отверстия, дающие более громкий звук и более открытый тембр, чем другие подобные деревянные флейты, что нелишне, поскольку ирландская народная музыка часто исполняется в составе групп, например, кейли-бэндов или на весьма шумных сейшнах.
Слайд (игровой прием) и пальцевое (а не диафрагмальное) вибрато, использующиеся в ирландской народной музыке по сей день, унаследованы ирландскими музыкантами из английской флейтовой школы.

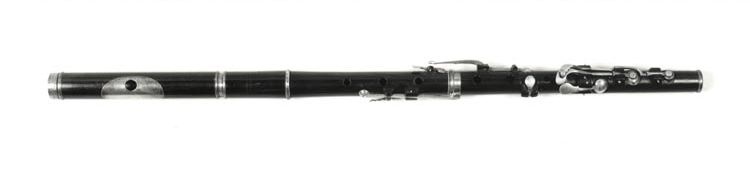
Флейта Rudall and Rose, 1я половина XIX века

Сложились 2 основных разновидности ирландских флейт (по именам изобретателей-производителей): Праттен (Pratten) и Рудалл энд Роуз (Rudall & Rose). Флейты Праттен имеют более широкий канал небольшой конусности, игровые отверстия большого размера, и дают более мощный «широкий» и открытый звук; флейты Рудалл энд Роуз имеют более тонкий канал с большим сужением и меньшие отверстия, чем флейты «праттен», тембр их более сложный и темный. Встречаются и другие разновидности, в зависимости от геометрии канала, размера игровых отверстий и амбушюрного отверстия. Многие оригинальные флейты 19 века имели удлиненное нижнее колено с клапанами C# (до#) и C (до), которые ирландскими музыкантами практически не использовались. Некоторые современные изготовители флейт продолжают делать удлинённое нижнее колено с отверстиями C# (до#) и C (до), даже в случаях, когда флейта вовсе не имеет клапанов, поскольку считают, что это позволяет лучше воспроизвести настройку и тембр оригинальных флейт XIX века.

## Современное использование
В наше время ирландская флейта — очень популярный инструмент. Массовая популярность ирландской флейты, как и многих других инструментов, началась в середине XX века на волне европейского «фолк-возрождения». Особую роль в популяризации инструмента сыграл (и продолжает играть) флейтист Мэтт Моллой, игравший в трёх наиболее влиятельных ирландских фолк-группах 2-й половины XX века — Planxty, The Bothy Band и The Chieftains, а также записавший большое число сольных альбомов и совместных работ. Благодаря своему неповторимому исполнительскому мастерству, энергии и глубине Мэтт Моллой продолжает оставаться достойным примером для многих флейтистов мира.

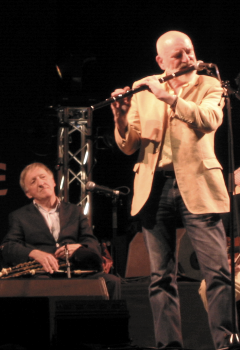
Мэтт Моллой на сцене

Известные современные ирландские (и не только) флейтисты и группы, в которых они участвовали (участвуют):
- Michael Tubridy (The Chieftains)
- Cathal McConnell (Boys of the Lough)
- Matt Molloy (Planxty, The Bothy Band, The Chieftains)
- Kevin Crawford (Moving Cloud, Lunasa)
- Frankie Gavin (De Dannan)
- Seamus Egan (Solas)
- Liam Kelly (Dervish)
- Michael McGoldrick (Flook, Lunasa, Capercaillie, etc.)
- Брайан Финнеган (Flook, Aquarium International)
- Catherine McEvoy
- Paul McGrattan
- Chris Norman (of Cape Breton tradition)
- Jean-Michel Veillon (Kornog)
- Sylvain Barou (Comas)